# Rise of the Footsoldier – The Marbella Job
Rise of the Footsoldier – The Marbella Job (Originaltitel: Rise of the Footsoldier: Marbella, Alternativtitel UK: Rise of the Footsoldier: The Spanish Heist) ist ein britisches Filmdrama von Andrew Loveday aus dem Jahr 2019 und die Fortsetzung zum Film Rise of the Footsoldier III – Die Pat Tate Story aus dem Jahr 2017. Es handelt sich um den vierten Teil der Rise of the Footsoldier-Filmreihe.

## Handlung
1994, Southend-on-Sea in Essex: Seit seiner Haftentlassung ist der Gangster Pat Tate von Rachegedanken geplagt und beschließt nach Marbella in Spanien zu reisen, um Rache an jenem Gangster üben, der ihn einst an die Strafverfolgungsbehörden auslieferte. Vor Ort kann Pat sich mit seinem einstigen Widersacher zwar nicht revanchieren, bekommt jedoch von dem Drogenhändler Terry Fischer das lukrative Angebot für eine Ecstasy-Lieferung und die Aussicht auf eine Partnerschaft. Aufgrund der Knappheit an Ecstasy-Pillen in Essex geht er auf den Deal ein und beauftragt in der Heimat seine Partner Tony und Craig, das nötige Geld aufzutreiben und nach Marbella zu liefern. Nichtsdestotrotz beschließt er, Terry gemeinsam mit dessen Geliebten Charlotte zu linken und gerät zwischenzeitlich in das Visier von Terrys Konkurrent Greener der Pat mit einem Druckmittel aus dem Weg zu räumen versucht.
Unterdessen geraten Tony und Craig nach einem Zwischenstopp in Amsterdam in verschiedene Hindernisse und Drogenexzesse, weshalb sie Marbella schließlich ohne das für den Handel benötigte Geld erreichen. Um dennoch Beute machen zu können, spielen sie Terry und Greener gegeneinander aus und stehlen ihnen sowohl ihr Geld als auch Ecstasy.

## Besetzung und Synchronisation
Die deutsche Synchronisation des Films entstand unter der Dialogregie von Henning Gehrke nach einem Dialogbuch von Henning Gehrke durch die Synchronfirma Creative Sounds Germany.
| Rolle                 | Schauspieler     | Synchronsprecher     |
| --------------------- | ---------------- | -------------------- |
| Patrick „Pat“ Tate    | Craig Fairbrass  | Dirk Hardegen        |
| Anthony „Tony“ Tucker | Terry Stone      | Phil Daub            |
| Craig Rolfe           | Roland Manookian | Michael Borgard      |
| Charlotte             | Emily Wyatt      | Julia von Tettenborn |
| Terry Fisher          | Andrew Loveday   | Andreas Meese        |
| Greener               | Nick Nevern      | Ferdi Özten          |
| Kenny „Ken“ Noye      | Josh Myers       | Slim Schneider       |

## Hintergrund
Im Rahmen einer Videobotschaft aus Marbella, Spanien gab Craig Fairbrass am 11. Mai 2018 die Produktion eines vierten Teils bekannt. Einen Tag später starteten die Dreharbeiten an der die Produktionsfirmen Carnaby International, Lipsync Productions und Haymarket Films PLC in Kooperation mit Soho Film Development beteiligt waren.
Ein erster Filmtrailer erschien am 19. September 2019 und die Filmpremiere fand am 4. Oktober 2019 in London statt. Im Vertrieb von Signature Entertainment erschien der Film am 8. November 2019 in Großbritannien und wurde in Deutschland ab dem 27. Januar 2022 im Vertrieb von Busch Media Group direkt auf DVD, Blu-ray Disc und Video-on-Demand veröffentlicht.

## Fortsetzung
Mit Rise of the Footsoldier – Origins erschien am 3. September 2021 von dem Regisseur Nick Nevern ein fünfter Teil der Rise of the Footsoldier-Filmreihe der den Fokus auf das Leben von Anthony „Tony“ Tucker legt.